# Біл Бахчі-хан
Біл Бахчі-хан (д/н–після 1865) — 19-й хан Кокандського ханства в 1865 році.

## Життєпис
Походив з династії Мінгів. Про батьків замало відомостей. Напевніше був онуком Шералі-хана. Його матір походила з кипчпацької знаті. При народженні отримав ім'я Худаякул та титул бія (бека).
1865 року в розпал протистояння Султан Сеїд-хана з Російською імперією та претендентом на трон Худояром, за підтримки кипчаків повалив хана й захопив Коканд. Прийняв ім'я Біл Бахчі-хан. Втім протримався лише 10 днів. Султан Сеїд-хан зумів повернути трон. Біл Бахчі-хан втік до Кашгару. Подальша доля невідома.